# Internationale Mathematik-Olympiade

Logo der Internationalen Mathematik-Olympiade

Die Internationale Mathematik-Olympiade (IMO) ist ein internationaler Schülerwettbewerb im Bereich Mathematik, der seit 1959 (mit einer Ausnahme) jährlich stattfindet. Jedes Land darf sechs Teilnehmer entsenden, die zwei Klausuren mit jeweils drei Aufgaben aus verschiedenen Gebieten der Mathematik wie Algebra, Kombinatorik, Geometrie und Zahlentheorie schreiben. Daneben findet ein umfangreiches Rahmenprogramm statt, in dem die Teilnehmer das Gastland und die Teilnehmer der anderen Länder kennenlernen.
An der 60. IMO in Großbritannien 2019 nahmen insgesamt 621 Schüler aus 112 Ländern teil.

## Qualifikation
Um zur IMO teilnahmeberechtigt zu sein, darf man noch kein Studium begonnen haben und noch keine 20 Jahre alt sein. Der Auswahlprozess für das Team unterscheidet sich in den einzelnen Ländern, häufig werden aus den erfolgreichen Teilnehmern an nationalen Olympiaden durch Klausuren einige Schüler ausgewählt, die dann in Trainingsseminaren gefördert werden, das Team wird dabei durch weitere Klausuren bestimmt.

### Deutschland

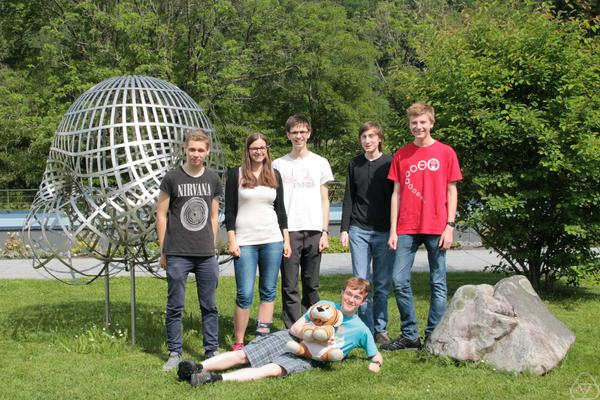
Deutsches Team 2016 während des Abschluss-Seminars in Oberwolfach, mit dem Mannschaftsmaskottchen, der „MathemaTigerin“

Die Preisträger der bundesweiten Schülerwettbewerbe (ein Preis in der zweiten Runde des Bundeswettbewerbes Mathematik, in der Bundesrunde der Deutschen Mathematik-Olympiade oder ein Landessieg bei Jugend forscht im Fachgebiet Mathematik) werden eingeladen, im November und Dezember des Vorjahres zwei Vorauswahlklausuren zu schreiben, diese werden an ihren Schulen abgehalten. Diese Runde nennt sich AIMO (Auswahlwettbewerb zur Internationalen Mathematik-Olympiade). Die besten 16 dieser Klausuren nehmen an der Vorbereitung zur Internationalen Mathematik-Olympiade teil: In fünf Trainingsseminaren – das Abschluss-Seminar findet am Mathematischen Forschungsinstitut Oberwolfach statt – werden die Teilnehmer gefördert. Währenddessen werden sieben Klausuren geschrieben, um das Team zu ermitteln, bei Gleichstand entscheidet eine Stichklausur. Seit 2005 findet kurz vor der IMO für das Team ein weiteres Trainingsseminar statt.
Die Teilnehmer an der IMO werden automatisch in die Studienstiftung des deutschen Volkes aufgenommen und zu Veranstaltungen wie dem Tag der Talente eingeladen.

### Österreich
Die Vorbereitung und Vorausscheidung erfolgt an den Schulen in Kursen. Die Besten jedes Kurses (in etwa das erste Drittel) qualifizieren sich für einen der drei Gebietswettbewerbe. Von diesen steigen die Erfolgreichsten (ein Drittel der Teilnehmer, das sind ca. 15 je Gebietswettbewerb) auf und dürfen am Bundeswettbewerb teilnehmen, der traditionell in Raach am Hochgebirge stattfindet.
Die Vorbereitungszeit dafür dauert ca. drei Wochen und besteht aus zwei Teilen, wobei am Ende des ersten Teils ein Zwischenwettbewerb abgehalten wird. Danach folgt für die erfolgreichere Hälfte der zweite Kursabschnitt und der Abschlussbewerb. Bei diesem werden die sechs Teilnehmer für den internationalen Bewerb ermittelt. Sechs weitere Bewerber nehmen an der Mitteleuropäischen Mathematik-Olympiade (MEMO) teil.

### Schweiz
Die Organisation Imosuisse hält die Qualifikation in Kooperation mit der Eidgenössischen Technischen Hochschule Zürich ab. Dazu werden mehrere Schulungstage, ein Trainingslager und mehrere Prüfungen abgehalten. Gleichzeitig wird die Schweizer Mathematik-Olympiade abgehalten. Die Sieger qualifizieren sich für die Internationale Olympiade.

### Luxemburg
Der Bestplatzierte der Belgischen Mathematik-Olympiade ist sicher gesetzt. Die anderen Plätze werden meist an junge Hoffnungsträger vergeben. Das Team startet oft nur mit wenigen Teilnehmern; bisherige Ausnahmen bilden die Teams 2008 (5 Teilnehmer) sowie 2009, 2011, 2017 und 2019 (jeweils 6 Teilnehmer).

## Geschichte
Die erste IMO fand 1959 in Brașov in Rumänien statt, sie ist damit die älteste Wissenschaftsolympiade. An der ersten Olympiade nahmen 52 Schüler aus den sieben Ländern Bulgarien, Tschechoslowakei, DDR, Ungarn, Polen, Rumänien und der UdSSR teil. Ursprünglich war der Wettbewerb als einmalige Veranstaltung für junge Mathematiker der sozialistischen Länder gedacht, in denen mathematische Talente intensiv gefördert wurden. Nachdem aber Rumänien auch im folgenden Jahr eine IMO ausrichtete und anschließend mit Ungarn ein weiteres Land die Organisation übernahmen, entstand eine jährliche Veranstaltung.
Als erstes nicht sozialistisches Land nahm 1965 Finnland teil. Es folgten 1967 Großbritannien, Italien, Schweden und Frankreich, 1969 die Niederlande und Belgien, 1970 Österreich, 1974 die USA und 1975 Griechenland. Die Bundesrepublik Deutschland nimmt seit 1977 mit einer Schülermannschaft teil, die Schweiz seit 1991. Die erste Olympiade, die in einem nicht sozialistischen Land stattfand, war 1976 in Österreich, 1979 folgte Großbritannien als Gastgeber.
Im Jahr 1980 hätte die Olympiade in der Mongolei stattfinden sollen, wurde aber vom Veranstalter kurzfristig abgesagt, sodass in diesem Jahr keine IMO stattfand. Stattdessen wurden einige Ersatzolympiaden organisiert, unter anderem in Mersch (Luxemburg) und in Mariehamn (Finnland), an denen jedoch nur wenige Länder teilnahmen. Um den Fortbestand der IMO nicht zu gefährden, übernahmen Ungarn und Frankreich sehr kurzfristig die Organisation für die Jahre 1982 und 1983. Um dies bewältigen zu können, musste die Mannschaftsgröße von ursprünglich acht Teilnehmern reduziert werden. 1982 bestand eine Mannschaft daher nur noch aus vier Teilnehmern, seit 1983 aus sechs. Diese Mannschaftsgröße wurde bis heute beibehalten.
Bei der IMO 1995 in Kanada wurde das heutige Logo eingeführt, es ist den olympischen Ringen nachempfunden und enthält das Unendlichkeitszeichen.
Die Anzahl der Teilnehmer und der Länder nahm im Laufe der Zeit stark zu. Bei der Olympiade in Deutschland 2009 nahmen erstmals über 100 Länder teil, es kamen 565 Teilnehmer aus 104 Ländern, dazu schickten weitere Länder Beobachter, um im folgenden Jahr eine Mannschaft zu entsenden. Der Anteil der Mädchen an den Teilnehmern lag bei etwa 10 %.
Bisher wurde zweimal eine Mannschaft disqualifiziert, nämlich Nordkorea in den Jahren 1991 und 2010.
Während Österreich bisher nur einmal Gastgeber war, fand die IMO in Deutschland bereits vier Mal statt: Die DDR war 1965 in Berlin und 1974 in Erfurt Gastgeber, die Bundesrepublik Deutschland richtete die 30. IMO 1989 in Braunschweig und die 50. IMO 2009 in Bremen aus.
2020 und 2021 fand die IMO aufgrund der COVID-19-Pandemie nicht als Präsenzveranstaltung statt. Die Teilnehmer schrieben die Klausuren in ihren Heimatländern.

### Austragungsorte
Siehe Liste Internationaler Mathematik-Olympiaden.

## Ablauf
Einige Tage vor dem offiziellen Beginn der IMO kommen die Delegationsleiter der teilnehmenden Länder zur ersten Jury-Sitzung zusammen. Die IMO-Jury wählt aus den Aufgabenvorschlägen, die von den Ländern eingebracht wurden, die sechs Klausuraufgaben aus; die übrigen Aufgabenvorschläge werden von den einzelnen Ländern häufig für Auswahl und Vorbereitung der Teams zur nächsten IMO eingesetzt. Ausgehend von den Aufgabenstellungen in den offiziellen IMO-Sprachen Englisch, Deutsch, Französisch, Russisch und Spanisch fertigen die Delegationsleiter Übersetzungen in die Muttersprachen der Teilnehmer an.
Nach der Eröffnungszeremonie werden an zwei aufeinanderfolgenden Tagen die beiden Klausuren geschrieben. Jede dauert 4½ Stunden. Als Hilfsmittel sind außer Schreibzeug nur Zirkel und Lineal erlaubt, also insbesondere kein Geodreieck und kein Taschenrechner. Während der ersten halben Stunde haben die Schüler die Gelegenheit, bei Unklarheiten in der Aufgabenstellung Fragen zu stellen.
Anschließend werden die Lösungen der Teilnehmer von den jeweiligen Delegationsleitern und ihren Stellvertretern korrigiert. Für eine vollständig gelöste Aufgabe gibt es sieben Punkte, sodass insgesamt 42 Punkte erreicht werden können. Um eine einheitliche Bewertung zu gewährleisten, werden die Punkte in Absprache mit Koordinatoren vergeben, bei Streitigkeiten entscheidet in letzter Instanz die Jury per Mehrheitsentscheidung. Die Teilnehmer haben während der Korrektur die Gelegenheit, das Gastgeberland und andere Teilnehmer kennenzulernen.
In ihrer abschließenden Sitzung entscheidet die Jury über die Punktegrenzen für die Preise. Außerdem entscheidet sie auf Vorschlag des gewählten IMO-Advisory-Boards über die Vergabe der IMO an künftige Gastgeber und Einladungen an neue Länder, ein Schülerteam zu entsenden. Die Preise werden anschließend in einer Abschlussfeier feierlich übergeben. Die Goldmedaillen werden normalerweise durch besondere Personen des öffentlichen Lebens überreicht, zum Beispiel durch Andrew Wiles (2001 in den USA) oder Kronprinz Felipe (2008 in Spanien).
Die Kosten für die IMO werden vom Gastgeberland getragen, nur die An- und Abreise müssen die Teilnehmerländer selbst zahlen, Beobachter müssen einen Teil der Kosten selbst tragen. Bei der 50. IMO 2009 in Deutschland lagen die Kosten bei etwa 1,5 Millionen Euro. Für Notfälle wurde 1995 ein Fonds eingerichtet.

## Aufgaben
An jedem der beiden Klausurtage werden jeweils drei Aufgaben gestellt. Üblicherweise gibt es in beiden Klausuren eine Geometrieaufgabe; andere Gebiete sind Zahlentheorie, Ungleichungen, Kombinatorik und Funktionalgleichungen. Die Aufgaben besitzen oft kurze, elegante Lösungen, die viel Kreativität von den Teilnehmern verlangen. Ausgeschlossen sind hingegen Aufgaben, die Begriffe der höheren Mathematik, also etwa Differentialrechnung oder Algebra, erfordern.
Seit Anfang der 80er Jahre beträgt die Maximalpunktzahl bei allen Aufgaben unabhängig von ihrer Schwierigkeit 7 Punkte, davor wurden die Punktezahlen von der Jury in Abhängigkeit von der eingeschätzten Schwierigkeit festgelegt. Die Aufgaben werden meist nach Schwierigkeit geordnet, sodass die erste und vierte Aufgabe vergleichsweise leicht sind, während die sechste Aufgabe traditionell die schwierigte ist.
Über die Jahre nahm die Schwierigkeit der Aufgaben zu, so würde heute die erste Aufgabe in der ersten IMO als zu leicht angesehen. Die Aufgabe lautete:
Man zeige, dass der Bruch {\displaystyle {\frac {21n+4}{14n+3}}} für alle natürlichen Zahlen {\displaystyle n} vollständig gekürzt ist.
Mit Hilfe des euklidischen Algorithmus bestimmt sich der größte gemeinsame Teiler von Zähler und Nenner sehr leicht als 1, sodass der Bruch immer gekürzt ist.
Zu den schwersten Aufgaben gehörte die dritte Aufgabe der IMO 1986:
An den Ecken eines Fünfecks steht je eine ganze Zahl, die Summe aller Zahlen ist positiv. Stehen an drei aufeinanderfolgenden Ecken die Zahlen {\displaystyle (x,y,z)}, wobei {\displaystyle y} negativ ist, so darf man sie durch {\displaystyle (x+y,-y,y+z)} ersetzen. Bricht dieses Verfahren irgendwann ab?
Gestellt wurde die Aufgabe von Elias Wegert, nur elf Schüler konnten die Aufgabe vollständig lösen.
Eine ähnlich schwere Aufgabe wurde zwei Jahre später gestellt:
Es seien {\displaystyle a} und {\displaystyle b} natürliche Zahlen, sodass {\displaystyle q={\frac {a^{2}+b^{2}}{ab+1}}} ebenfalls eine natürliche Zahl ist. Man beweise, dass dann {\displaystyle q} eine Quadratzahl ist.
Kein Mitglied des Aufgabenausschusses konnte diese Aufgabe lösen, sodass die Aufgabe einigen mit Zahlentheorie vertrauten Universitätsmathematikern vorlegt wurde, die, bei einer begrenzten Bearbeitungszeit von 6 Stunden, ebenfalls keinen Beweis fanden. Dennoch wurde die Aufgabe gestellt und von elf Schülern gelöst.
Die Aufgabe, bei der bis 2019 die wenigsten Punkte vergeben wurden, stammt aus dem Jahr 2017 und behandelt ein geometrisches Spiel zwischen einem Jäger und einem Hasen. Nur zwei Schülern gelang es, diese Aufgabe zu lösen, ein Schüler erhielt 5 Punkte, einer 4 und 3 weitere einen. Die anderen 608 Schüler erhielten gar keinen Punkt in dieser Aufgabe, sodass nur 0,6 % der theoretisch möglichen Punkte vergeben wurden.

## Preise

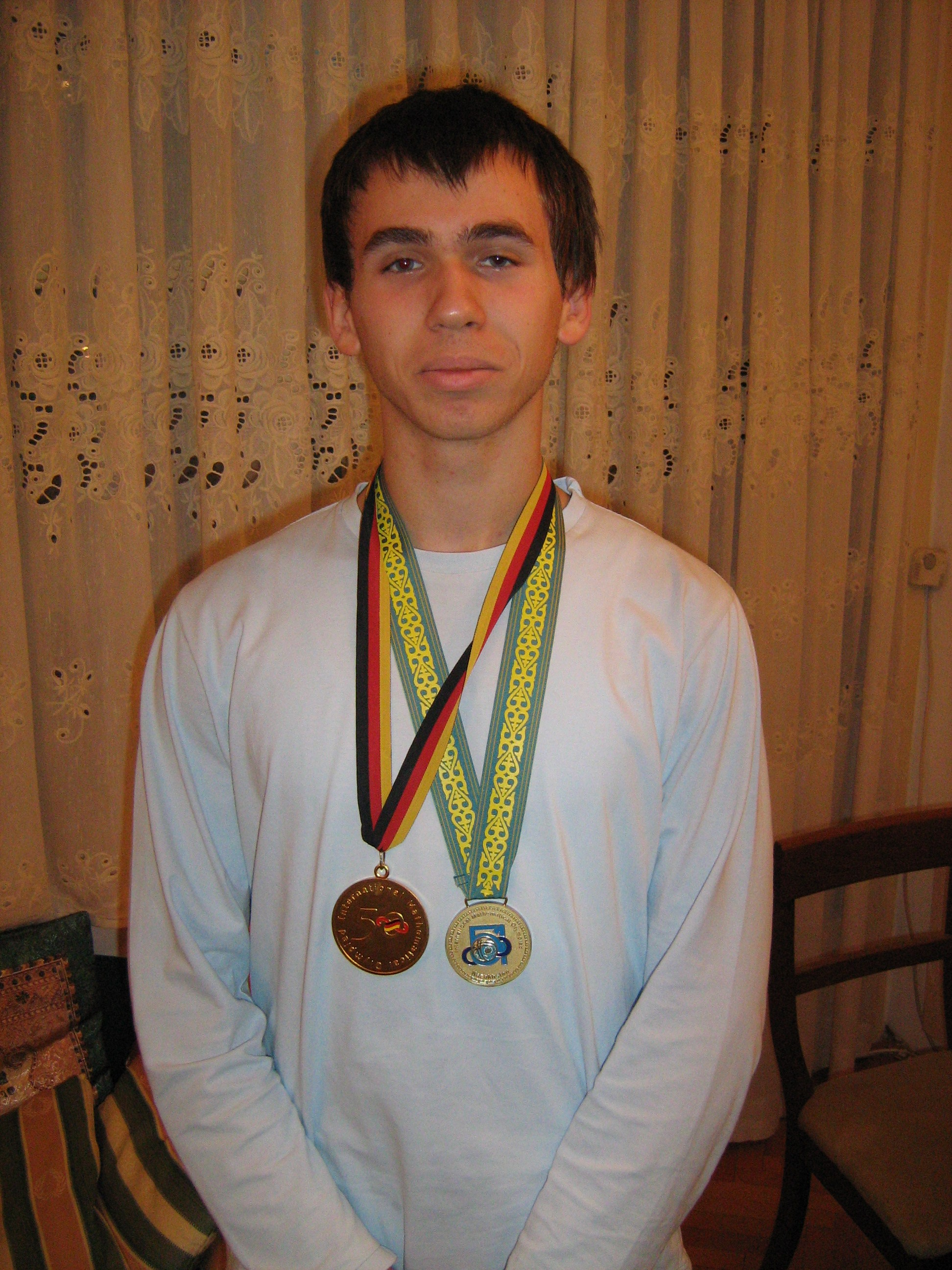
Teodor von Burg mit seinen ersten beiden Olympiamedaillen (Bronze und Gold)

Die erfolgreichsten Teilnehmer werden mit Gold-, Silber- und Bronzemedaillen geehrt, diese werden im Verhältnis 1:2:3 vergeben, wobei nicht mehr als die Hälfte der Schüler eine Medaille erhalten soll. Eine Goldmedaille wird also dem besten Zwölftel der Teilnehmer verliehen, das nächste Sechstel erhält eine Silbermedaille und ein weiteres Viertel Bronze. Wer keine Medaille erlangt, aber zumindest eine der sechs Aufgaben vollständig gelöst hat, erhält eine honourable mention (Anerkennung, seit 1988 vergeben). Für besonders elegante Lösungen können Sonderpreise vergeben werden, dies kam bis 2019 insgesamt 53 Mal vor.
Erfolgreichster Teilnehmer ist mit fünf Gold- und einer Bronzemedaille der Kanadier Zhuo Qun (Alex) Song. Mit ihm zusammen gibt es sechs Teilnehmer, die mindestens vier Goldmedaillen gewinnen konnten:
| Name                 | Land        | Zeitraum  | Medaillen                        |
| -------------------- | ----------- | --------- | -------------------------------- |
| Zhuo Qun (Alex) Song | Kanada      | 2010–2015 | 5 × Gold, 1 × Bronze             |
| Teodor von Burg      | Serbien     | 2007–2012 | 4 × Gold, 1 × Silber, 1 × Bronze |
| Lisa Sauermann       | Deutschland | 2007–2011 | 4 × Gold, 1 × Silber             |
| Nipun Pitimanaaree   | Thailand    | 2009–2013 | 4 × Gold, 1 × Silber             |
| Christian Reiher     | Deutschland | 1999–2003 | 4 × Gold, 1 × Bronze             |
| Reid Barton          | USA         | 1998–2001 | 4 × Gold                         |

Der erste Deutsche, dem es gelang, drei Goldmedaillen zu erringen, war 1971 Wolfgang Burmeister aus der DDR, der damit bis 2000 auch der erfolgreichste Teilnehmer war. Insgesamt erreichte er bei fünf Teilnahmen drei Goldmedaillen, zwei Silbermedaillen und zwei Sonderpreise. Außer diesen sieben Teilnehmern haben es bis 2019 noch 38 weitere geschafft, mindestens drei Goldmedaillen zu gewinnen.
Unter den Preisträgern sind einige erfolgreiche Mathematiker. Bis 2018 nahmen 16 Fields-Medaillen-Träger in ihrer Schulzeit an der IMO teil:
- Grigori Alexandrowitsch Margulis (1962: Silber)
- Vladimir Drinfeld (1969: Gold mit voller Punktezahl)
- Jean-Christophe Yoccoz (1973: Silber, 1974: Gold mit voller Punktezahl)
- Pierre-Louis Lions (1973 teilgenommen)
- Richard Borcherds (1977: Silber, 1978: Gold)
- William Timothy Gowers (1981: Gold mit voller Punktezahl)
- Laurent Lafforgue (1984, 1985: jeweils Silber)
- Grigori Perelman (1982: Gold mit voller Punktezahl)
- Terence Tao (1986: Bronze, 1987: Silber, 1988: Gold)
- Stanislaw Smirnow (1986, 1987: jeweils Gold mit voller Punktezahl)
- Ngô Bảo Châu (1988: Gold mit voller Punktezahl, 1989: Gold)
- Elon Lindenstrauss (1988: Bronze)
- Maryam Mirzakhani (1994: Gold, 1995: Gold mit voller Punktezahl)
- Artur Ávila (1995: Gold)
- Peter Scholze (2004: Silber, 2005–2007: jeweils Gold, 2005 mit voller Punktezahl)
- Akshay Venkatesh (1994: Bronze)

Terence Tao gewann dabei seine Goldmedaille im Alter von zwölf Jahren und ist damit der bisher jüngste Goldmedaillist.
Obwohl die IMO ein Einzelwettbewerb ist, gibt es inoffiziell auch Ranglisten der Länder. Hier belegen üblicherweise China, Russland, die USA und Südkorea die ersten Plätze. Deutschland belegte in den meisten Jahren einen Platz zwischen 10 und 20, Österreich ist meist rund um den 50. Platz klassiert, ebenso die Schweiz. Deutschen Mannschaften gelang es bisher dreimal, den Wettbewerb zu gewinnen: 1968 die DDR, 1982 und 1983 die Bundesrepublik Deutschland.
2019 belegten China und die USA punktgleich den ersten Platz, Südkorea den dritten. Deutschland erreichte Platz 32, Österreich Platz 61, die Schweiz Platz 58.